# Giardini pubblici di Sassari
(Vittorio Angius, Dizionario geografico-storico-statistico-commerciale degli Stati di S. M. il Re di Sardegna, 1853)
I giardini pubblici di Sassari  (chiamati anche "i giardinetti" dai sassaresi) nacquero intorno al 1870 in varie fasi: dapprima ne era stata aperta una limitata porzione contigua all'edificio dell'università. In seguito si era deciso di ampliarli ulteriormente, inglobando nella loro area un avvallamento del terreno che venne quindi riempito.
Anche la due fontane, di san Francesco e delle  quattro stagioni, tuttora presenti  furono costruite nei primi anni della creazione del giardino, seppure la prima sia stata rinnovata nel novecento.